# Frederico Carlos Hoehne
Frederico Carlos Hoehne (* 1. Februar 1882 in Juiz de Fora, Minas Gerais, Brasilien; † 16. März 1959 in São Paulo) war ein brasilianischer Botaniker. Der Autodidakt profilierte sich als Sammler von Herbarmaterial und als Koordinator botanischer Gärten und arbeitete in leitender Funktion in den Vorgängerinstitutionen des Botanischen Instituts von São Paulo, dem er von der Gründung an bis zu seiner Pensionierung vorstand. Sein offizieller Autorenname in Erstbeschreibungen von Pflanzen lautet „Hoehne“.

## Leben
Frederico Carlos Hoehne wurde 1882 als Sohn einer deutschen Auswandererfamilie in der Nähe der brasilianischen Stadt Juiz de Fora geboren. Er heiratete im Jahr 1907 die ebenfalls deutschstämmige Carla Augusta Frieda Kuhlmann. Aus der Ehe gingen vier Kinder hervor. Angeregt durch die Orchideensammlung des Vaters, begann er bereits als Kind mit der Kultur von Orchideen. Nach Abschluss seiner Schullaufbahn 1899 bildete er sich im Selbststudium zu einem Kenner von Orchideen und anderen Pflanzen weiter. 1907 gelangte er durch Empfehlung des Vorsitzenden der Abgeordnetenkammer seiner Heimatstadt auf den Posten des Vorstehers der Gärtner im Nationalmuseum in Rio de Janeiro. Im Rahmen dieser Tätigkeit nahm er an wissenschaftlichen Exkursionen zur Erkundung der brasilianischen Flora teil. Ab 1917 lebte er in São Paulo, wo er zunächst im Dienst einer Gesundheitsbehörde Heilpflanzen kultivierte und später eine pflanzenkundliche Abteilung am medizinisch ausgerichteten Butantan-Institut ins Leben rief. Ab 1923 wirkte er in der Abteilung Botanik des Museums von São Paulo und ab 1928 in der botanischen Abteilung eines landwirtschaftlich-biologischen Instituts, aus der später das Botanische Institut von São Paulo hervorging, das er bis zu seiner Pensionierung 1952 leitete. 1929 erhielt er die Ehrendoktorwürde der Universität Göttingen. Hoehne starb im Jahre 1959.

## Werk
Hoehne hinterließ mehr als 600 wissenschaftliche und technisch-populärwissenschaftliche Artikel. Er widmete sich insbesondere der Erforschung und Beschreibung der brasilianischen Flora und setzte sich in seinen Schriften für deren Nutzung, vor allem aber auch für ihren Schutz ein.

## Ehrungen
Nach ihm benannt sind die Pflanzengattungen Hoehnea Epling aus der Familie der Lippenblütler (Lamiaceae), Hoehneella Ruschi aus der Familie der Orchideen (Orchidaceae) und Hoehnephytum Cabrera aus der Familie der Korbblütler (Asteraceae), außerdem auch die Fachzeitschrift Hoehnea des Botanischen Instituts São Paulo.